# لونبورگ ۱۰۸۰۱
سیارک ۱۰۸۰۱ (به انگلیسی: 10801 Luneburg، نامگذاری:1992SK26) ده هزار و هشتصد و یکمین سیارک کشف شده‌است که در ۲۳ سپتامبر ۱۹۹۲ کشف شد.
قدر مطلق سیارک برابر ۱۴٫۴۰ است.